# Бакаев, Алибек Асетович
Алибек Асетович Бакаев (каз. Әлібек Әсетұлы Бақаев; род. 9 февраля 1981, Алма-Ата, Казахская ССР, СССР) — казахстанский дипломат.

## Биография
В 2002 году окончил Казахский государственный университет международных отношений и мировых языков (специальность «Переводчик-синхронист»), в 2011 году — магистратуру Академии государственного управления при Президенте Республики Казахстан (специальность «Политолог»).
2004 год — референт департамента Европы и Америки Министерства иностранных дел Казахстана (МИД РК).
2004—2008 годы — атташе посольства Казахстана в Германии.
2008—2009 годы — советник по международным вопросам, шеф протокола Министерство экономики и бюджетного планирования Казахстана.
2009—2012 годы — директор департамента международных отношений, департамента стратегического планирования и анализа Министерства экономического развития и торговли Казахстана.
2012—2013 годы — начальник Управления азиатских диалоговых форумов Департамента общеазиатского сотрудничества МИД РК.
2013—2015 годы — заместитель, исполняющий обязанности директора Департамента общеазиатского сотрудничества МИД РК.
2015—2019 годы — директор Департамента общеазиатского сотрудничества МИД РК.
4 сентября 2019 года — 21 октября 2022 года — Чрезвычайный и Полномочный Посол Казахстана в Швейцарской Конфедерации. С января 2020 года по 21 октября 2022 года — Чрезвычайный и Полномочный Посол Республики Казахстан в Княжестве Лихтенштейн, Государстве Ватикан, при Суверенном Военном Ордене Госпитальеров святого Иоанна Иерусалимского, Родоса и Мальты по совместительству.
21 октября 2022 года — 14 августа 2023 года — Чрезвычайный и Полномочный Посол Казахстана в Республике Австрия, Постоянный представитель Казахстана при международных организациях в городе Вене. 24 марта — 14 августа 2023 года — Чрезвычайный и Полномочный Посол Казахстана в Республике Словения по совместительству.
С 25 августа 2023 года — заместитель министра иностранных дел Республики Казахстан.